# ГЕС Содусу 2
ГЕС Содусу 2 – гідроелектростанція на північному сході Північної Кореї. Знаходячись між ГЕС Содусу 1 та ГЕС Содусу 3, входить до складу дериваційного каскаду, який використовує ресурс із правих притоків Туманган (впадає у Японське море на кордоні КНДР та Росії), перекинутий до сточища річки Сосонг, котра дренує східний схил Північно-Корейських гір та впадає до того ж моря у Чхонджіні.
Дериваційний каскад Содусу почали споруджувати в останні роки японського колоніального панування в Кореї, при цьому роботи по станції Содусу 2 стартували лише в 1945-му – у рік капітуляції острівної імперії. За цим відбулися події Корейської війни, так що в підсумку цю ГЕС ввели в експлуатацію 1976-го року. 
З машинного залу станції Содусу 1 (знаходиться під долиною річки, котра має устя на південній околиці нещодавно згаданого Чхонджіна) відпрацьований ресурс прямує по тунелю під водорозділом зі сточищем Сосонг, виходячи до розташованого за 16 км підземного машинного залу Содусу 2. Можливо відзначити, що в реалізованому варіанті станція стала суттєво потужнішою, аніж у первісному японському проєкті – 250 МВт проти 134 МВт. Такий показник забезпечують чотири гідроагрегати з турбінами типу Френсіс потужністю по 62 МВт, які працюють при напорі у 390 метрів. Основне обладнання для станції постачили підприємства Австрії та Федеративної Республіки Німеччина. 
Відпрацьована на ГЕС Содусу 2 вода потрапляє до відвідного тунелю довжиною біля 5 км (загальна довжина дериваційних тунелів каскаду становить 71,6 км), за яким починається відкритий канал завдовжки 3 км, що виводить до станції Содусу 3.
Наразі каскад Содусу (서두수) перейменований у електростанцію 17 березня (3월 17일 발전소).